# Жмудзь (гмина)
Жмудзь (пол. Żmudź) — сельская гмина (волость) в Польше, входит как административная единица в Хелмский повет, Люблинское воеводство. Население — 3461 человек (на 2004 год).

## Соседние гмины
1. Гмина Бялополе
2. Гмина Дорохуск
3. Гмина Дубенка
4. Гмина Камень
5. Гмина Леснёвице
6. Гмина Войславице